# Monastère de Pitareti
Le monastère de Pitareti ou église de Pitareti ou plus simplement Pitareti est un monastère orthodoxe géorgien situé près de Tetritskaro dans la région de Basse Kartlie en Géorgie. Il daterait du XIIIe siècle.
Le monastère comprend : une église au titre de la Theotokos, un beffroi, le mur d'enceinte en ruine, et quelques bâtiments accessoires. L'église principale semble avoir été construite durant le règne de Georges IV, au début du XIIIe siècle. Son architecture correspond au canon des églises géorgiennes de l'époque : plan en croix carrée, proche latéral, ce que l'on retrouve par exemple à Béthanie, Kvatakhevi, et Timotessoubani. Les façades sont décorées, principalement en ornant les niches et les dormants. L'intérieur était garni de fresques, dont il ne reste que des fragments bien endommagés.
Le monastère était propriété des Kachibadzé-Baratachvili puis, après 1536, de leurs descendants, les Orbelishvili (en). Une inscription du XIVe siècle mentionne un ktitor – le chancelier royal Kavtar Kachibadzé. Une autre inscription, sur une pierre tombale, porte le nom de Qaplan Orbelichvili qui restaura le monastère en 1671. En 1752 un raid en provenance du Daghestan obligea à fermer le monastère.

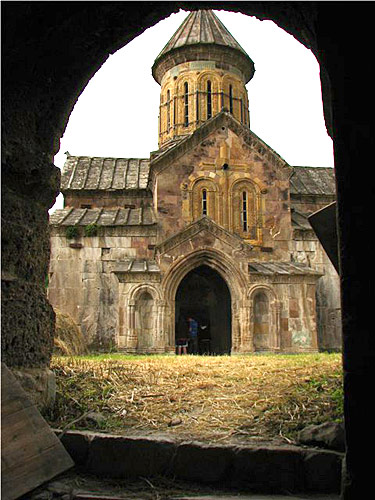
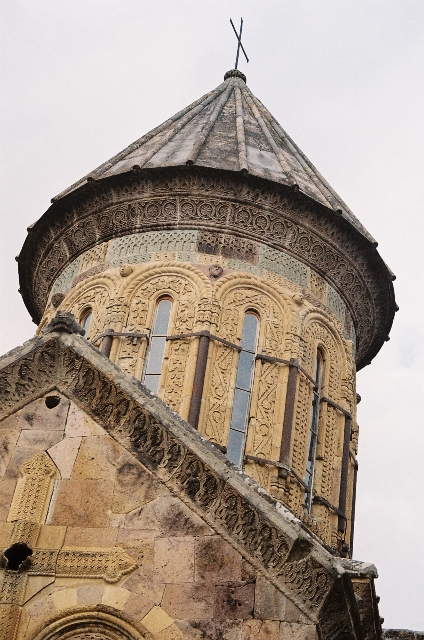

## Sources
- (en) Cet article est partiellement ou en totalité issu de l’article de Wikipédia en anglais intitulé « Pitareti Monastery » (voir la liste des auteurs).